# Oxychilus oglasicola
Oxychilus oglasicola es una especie de molusco gasterópodo de la familia Oxychilidae en el orden Stylommatophora.

## Distribución geográfica
Es  endémica de Italia.

## Estado de conservación
Se encuentra amenazada de extinción por la pérdida de su hábitat natural.